# Cugnoli
Cugnoli är en ort och kommun i provinsen Pescara i regionen Abruzzo i Italien. Kommunen hade 1 440 invånare (2018).